# Vom dicken fetten Pfannekuchen
Vom dicken fetten Pfannekuchen (ATU 2025, auch: Der dicke fette Pfannkuchen, De dicke fette Pannkoken oder Der dicke fette Pannekauken) ist ein Märchen, das in mehreren Sprachräumen Europas bekannt ist und Mitte des 19. Jahrhunderts in verschiedenen Märchensammlungen veröffentlicht wurde. Es handelt von einem lebendig gewordenen Pfannkuchen, der vor seinen Zubereitern in einen Wald entflieht und dort auf verschiedene Tiere trifft, die ihn fressen wollen. Bei jeder weiteren Begegnung mit einem anderen Tier zählt der Pfannkuchen diejenigen Lebewesen auf, die er bis dahin getroffen hatte.

## Fassungen

### Märchen und Sagen aus Hannover
1854 veröffentlichten Carl und Theodor Colshorn ihre Sammlung Märchen und Sagen [aus Hannover]. Das Werk enthält mit Vom dicken fetten Pfannekuchen eine aus Salzdahlum mündlich überlieferte Form des Märchens. Helmut Brackert sieht in ihm ein Musterbeispiel für die „ganz auf Wortwitz und sprachliches Spiel abgestimmten Märchen“. Die wörtliche Rede des Textes ist in Plattdeutsch gehalten ("Dicke fette Pannekauken, blief stahn, eck will di fräten!": Dicker fetter Pfannkuchen, bleib stehen, ich will dich fressen). Im Gegensatz zu den meisten anderen Versionen des Märchens wird der Pfannkuchen in Colshorns Überlieferung mit einem Paar Beinen dargestellt. Ein lautmalerisches „lief kanntapper, kanntapper“ wird benutzt, um die Fortbewegungsform des Pfannkuchens mit einer Art Galopp aufzuzeigen. Als Köche beschreibt der Text „drei alte Weiber“. Häschen Wippsteert, Wulf Dicksteert, Zicke Langbart, Perd Plattfaut und Su Haff sind die Namen der dem Pfannkuchen begegnenden Tiere. Am Ende der Erzählung trifft der Pfannkuchen auf drei hungrige Waisenkinder und lässt sich von ihnen essen.

### Pannekaken
Peter Christen Asbjørnsen veröffentlichte Anfang der 1840er Jahre in Norwegen seine Märchensammlung Norske Folkeeventyr, die den Text Pannekaken enthält. Asbjørnsens Version beschreibt eine Mutter, die Pfannkuchen für ihre sieben Kinder backt. Durch einen Versprecher der Mutter wird der Pfannkuchen lebendig und rollt ("trillet og trillet") aus dem Haus. Das Märchen endet, indem ein Schwein das Vertrauen des Pfannkuchens erschleicht und ihn daraufhin frisst.

### Kolobok

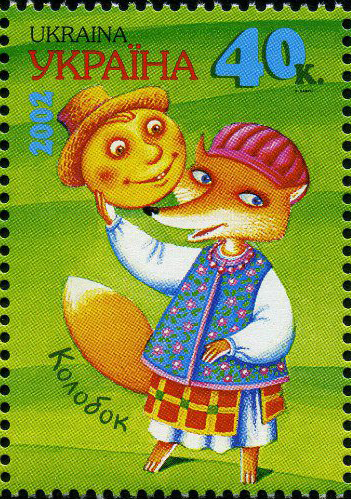
Ukrainische Briefmarke (2002)

Alexander Nikolajewitsch Afanassjew veröffentlichte in seiner Sammlung Russische Volksmärchen ebenfalls einen ähnlichen Text. Die Hauptfigur wird hier jedoch von einem rollenden Kloß dargestellt, der den getroffenen Tieren nach Art eines Kettenmärchens (Bezeichnung für Märchen, die Motive oder Handlungsteile wiederholend aneinanderreihen, wodurch Episoden gebildet werden) jeweils ein Lied vorsingt. Auch diese Version endet mit einer List und der Kloß wird gefressen.
In den anderen slawischen Sprachen erscheint der Name der Hauptfigur und Titel des Märchens anders. Kolobok (kyrillisch Колобок) ist eine Diminutivform des Kolob (kyrillisch Колоб), einer seit 1610 bekannten frittierten Brotsorte.
In tschechischer Sprache heißt das Märchen O Koblížkovi mit der Hauptfigur Koblížek, einer Verkleinerungsform von den Pączki-ähnlichen Kobliha. In der slowakischen Sprache nennt sich das Märchen dann O Pampúchovi mit der Hauptfigur Pampúšik, einer Verkleinerungsform von Pampúch – über das ukrainische Pampuchki ist hier die Namensverwandtschaft zu Pączki sichtbar.

## Kolobok-Smileys
Die traditionelle Darstellung in osteuropäischen Märchenbüchern als gelber Kloß mit Gesicht führte dazu, dass im Internet die bildliche Darstellung der Smileys als gelbes Gesicht häufig als Kolobok bezeichnet werden. In dieser internationalen Verwendung ist der Name Kolobok auch unveränderlich, während sonst der Hauptcharakter des osteuropäischen Märchens jeweils sprachlich angepasst erscheint.

## Drucke (Auswahl)
- Vom dicken fetten Pfannekuchen. In: Carl und Theodor Colshorn: Märchen und Sagen. Mit Titelbild nach Originalzeichnung von Ludwig Richter, xylographiert von August Gaber in Dresden. Carl Rümpler, Hannover 1854, S. 168 f. [Digitalisat].
- Der dicke, fette Pfannekuchen. Ein norwegisches Märchen. In: Die Märchentruhe. 110 Märchen gesammelt von Vilma Mönckeberg-Kollmar. Mit 11 Bildern gemalt von Lilo Fromm. [1. Auflage.] Ellermann, München 1968, DNB 821258192, S. 20 f. [Im Inhaltsverzeichnis findet sich die Angabe, dass das „norwegische[] Märchen“ der Sammlung Die Märchen der Weltliteratur im Verlag Eugen Diederichs, Düsseldorf entnommen sei;[5] der „Pfannekuchen“ spricht nicht wie bei Colshorn von „Wiebern“, sondern von „Wiewern“, und er begegnet statt Zicke Langbart und Perd Plattfaut dem Reh Rick Blicksteert (es kommt „herzugesprungen“) und der Kuh Ko Swippsteert (kommt „herbeigerannt“); Su Haff kommt nicht „dahergerannt“, sondern „dahergefegt“].
- Vom dicken fetten Pfannekuchen. In: Helmut Brackert (Hrsg.): Das große deutsche Märchenbuch. Artemis & Winkler, München 1994, ISBN 978-3-538-06637-3, S. 259 [Erstausgabe Athenäum, Königstein/Ts. 1979, ISBN 978-3-7610-8053-5; das Inhaltsverzeichnis weist den Text als „Volksmärchen aus dem Hannoverschen [...] nach“ der Sammlung der Brüder Colshorn von 1854 aus,[6] folgt aber offensichtlich Mönckeberg; lediglich statt „Rick Blicksteert“ „Rick Blixsteert“].
- Günter Löffler, Frank Wahle: Pfannkuchen Dickbauch. Postreiter-Verlag, Halle (Saale) 1986.[7]

## Verwandte Märchen
Die Grundidee der Speise, die davonläuft, wurde im englischen Sprachraum in der Erzählung vom Gingerbread Man verarbeitet. Der Hauptcharakter ist hier ein Lebkuchenmännchen, und dieser Pfefferkuchenmann läuft davon.